# Bruce Rankin
Bruce Rankin (* 1952 in London, England, Vereinigtes Königreich; † 11. Dezember 2017 in Düsseldorf) war ein britischer Opernsänger (Tenor).

## Leben

### Ausbildung und Anfänge
Rankin wuchs in Bournemouth in Südengland auf. Er sang bereits im Alter von 14 Jahren in einem Chor, der in Aufführungen von Gilbert-&-Sullivan-Operetten auftrat. Er studierte Französisch und war mehrere Jahre als Französisch-Lehrer tätig. Gleichzeitig ließ er in seiner Geburtsstadt London seine Stimme ausbilden und nahm Gesangsunterricht. Gelegentlich wurden ihm während seines Engagements als Chorsänger auch Solo-Partien, u. a. 1986 der Don Josè in Carmen, übertragen.
Seine Karriere als Opernsänger begann dann als Mitglied verschiedener reisender Operngesellschaften in England. Er hatte Engagements bei der Island Opera (Duca in Rigoletto), beim Brighton Festival (1987, als Riccardo/Gustavo in Un ballo in maschera), mehrfach bei der Pavillion Opera (Lenski in Eugen Onegin, Pinkerton in Madama Butterfly, 1988 als Nemorino in L’elisir d’amore, Ernesto in Don Pasquale), bei der Hull University Opera (1989, als Enzo in La Gioconda) und bei der University College Opera (1991, als Gérald in Lakmé).
Weitere Engagements hatte er an der Wales Opera (1992 als Pinkerton, 1993 als Alfredo in La Traviata). 1993 sang er bei der Opera Scotland den Pollione in Norma, 1996 bei der Opera Holland Park erneut den Riccardo/Gustavo.

### Festengagements
Mit Beginn der Spielzeit 1995/96 wurde er als festes Ensemblemitglied an das Theater Bremen engagiert. Dort sang er Partien des lyrischen Tenorfachs, nahm jedoch auch einige dramatischere Partien in sein Repertoire auf. Zu seinen Bühnenrollen während seines Bremer Engagements gehörten u. a. Enzo, Pinkerton, die Titelrolle in Werther, Turiddu in Cavalleria rusticana und Oberlin in der zeitgenössischen Kammeroper Jakob Lenz von Wolfgang Rihm. In Bremen blieb er fest bis zum Ende der Spielzeit 1997/98.
Mit Beginn der Spielzeit 1998/99 war er festes Ensemblemitglied an der
Deutschen Oper am Rhein in Düsseldorf/Duisburg, der er, fast 20 Jahre, bis zu seinem Tode angehörte. An beiden Häusern der Rheinoper trat er in den ersten Spielzeiten zunächst wieder in lyrisch-dramatischen Partien auf. Er sang Flamand (Capriccio), Arnalta (L’incoronazione di Poppea), Edgardo (Lucia di Lammermoor), wieder Pinkerton, außerdem Tichon (Katja Kabanowa), Stewa (Jenůfa, 1998), Walther von der Vogelweide (Tannhäuser), Froh (Das Rheingold, 1998), den Maler (Lulu, 2000), sowie die Titelrollen in Lucio Silla, Les Contes d’Hoffmann und Werther.
Später vollzog Rankin einen Fachwechsel und übernahm zahlreiche Buffo- und Charakterrollen. Er trat als Knusperhexe in Hänsel und Gretel, Don Basilio in Le nozze di Figaro, Nathanaël/Spalanzani in Les Contes d’Hoffmann, Arturo in Lucia di Lammermoor (1999), Fürst Yamadori in Madama Butterfly, Scaramuccio in Ariadne auf Naxos, Valzacchi in Der Rosenkavalier, Kaiser Altoum in Turandot, Rev. Horace Adams in Peter Grimes und Red Whiskers in Billy Budd auf. In diesen Rollen zeigte Rankin „ein besonderes Talent für skurrile Figuren, denen er ein unverwechselbares Profil“ gab. Seine letzte Partie an der Deutschen Oper am Rhein war in der Spielzeit 2017/18 die tragikomische Rolle des alten Fürsten Basil Basilowitsch in der Operette Der Graf von Luxemburg unter der musikalischen Leitung von Lukas Beikircher; diese Rolle hatte er bereits bei der Neuinszenierung in der Spielzeit 2016/17 gespielt.

### Gastspiele und Konzerte
Rankin trat u. a. am Staatstheater Darmstadt (als Cavaradossi in Tosca), am Staatstheater Hannover (als Macduff in Macbeth), am Opernhaus Bonn (1998) und in der Hamburger Musikhalle (als Don José) auf. 2002 gastierte er am Theater Bremen als Don José und als Sergej in Lady Macbeth von Mzensk. Im Mai 2003 sang er im Konzerthaus Dortmund, „elegant und mit schlankem Tenor“, den Loge in einer halbszenischen Produktion von Richard Wagners Das Rheingold. 2015 und 2017 trat er als Gast am Grand Théâtre de Genève auf.
Als Konzertsänger interpretierte er u. a. das Requiem von Andrew Lloyd Webber und sang im Messias von Händel, im Stabat Mater von Rossini und in der Messa di Gloria von Giacomo Puccini.
Die Stimme von Bruce Rankin ist in einem Live-Mitschnitt der Oper Madama Butterfly (als Pinkerton) erhalten, die im Dezember 1997 im Theater Bremen aufgezeichnet und bei dem Klassik-Label Naxos veröffentlicht wurde.
Rankin starb im Alter von 65 Jahren in Düsseldorf.